# Biroella versteegi
Biroella versteegi är en insektsart som beskrevs av Willemse, C. 1922. Biroella versteegi ingår i släktet Biroella och familjen Morabidae. Inga underarter finns listade i Catalogue of Life.